# Romeyn Beck Hough
Romeyn Beck Hough (1857–1924) est un médecin et botaniste américain, connu pour son ouvrage The American Woods, une collection d'échantillons de variétés de bois d'Amérique du Nord éditée en 14 volumes.

## Biographie

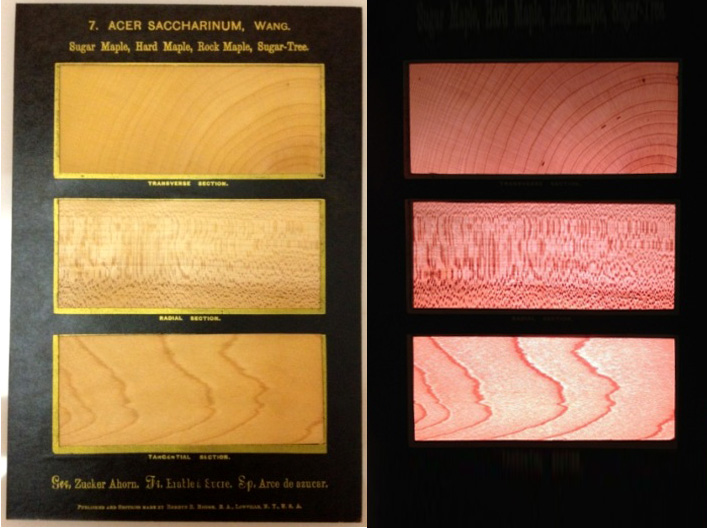
Érable à sucre de The American Woods.

Romeyn Hough est le fils de Franklin B. Hough, médecin et botaniste. Il fait ses études de médecine à l'université Cornell à Ithaca, New York où il obtient son diplôme, tout en s'intéressant à la botanique.
Hough crée un appareil capable de couper du bois à une épaisseur de 1/1200  (0,021 mm). Il fonde une entreprise pour commercialiser ses inventions,.
Il s'inspire du travail du botaniste allemand Herman von Nördlinger pour faire sa propre représentation des principales variétés de bois américaines. Il publie en treize volumes The American Woods entre 1888 et 1913 .Chaque arbre fait l'objet d'une notice accompagnée de trois tranches de bois (transverse, radiale et tangentielle).
Le premier volume d'American Woods, consacré aux arbres de New York, est proposé par souscription pour cinq dollars. Hough avait prévu de publier quinze volumes sur les principaux arbres d'Amérique du Nord, mais il meurt en 1924 avant de terminer sa tâche. Sa fille, Marjorie Galloway Hough, publie en 1928 un quatorzième et dernier volume posthume, en se fondant sur les échantillons et notes laissés par son père. Au total, chaque volume contenait environ 25 plaques et l’œuvre complète comprend 1 056 tranches représentant 354 espèces d'arbres.

## Hommages et postérité
Hough obtient en 1908 la médaille d'or Elliott Cresson pour sa contribution à la compréhension et l'utilisation des forêts américaines. Son œuvre obtient des prix à l'Exposition universelle de 1889 à Paris, l'Exposition universelle de 1893 à Chicago, l'Exposition pan-américaine de 1901 à Buffalo, l'Exposition universelle de 1904, l'Alaska–Yukon–Pacific Exposition de 1909. American Woods est rééditée en 2002 par Taschen sous l'intitulé The Woodbook, compilé par Klaus Ulrich Leistikow, avec une sélection de lithographies de feuilles et de baies de quelques arbres réalisées par Charles Sprague Sargent.
Une version originale du livre est vendue en 2000 par Christie's pour 92 100 $.

## Édition

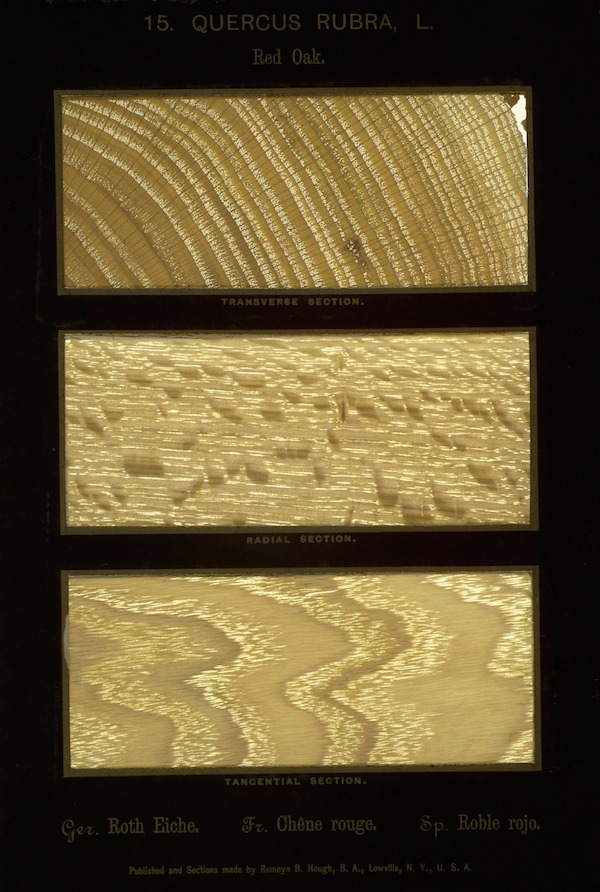
Quercus rubra

| - Vol. 1 (1888) - Vol. 2 (1891) - Vol. 3 (1892) - Vol. 4 (1894) - Vol. 5 (1894) - Vol. 6 (1895) - Vol. 7 (1897) | - Vol. 8 (1899) - Vol. 9 (1903) - Vol. 10 (1910) - Vol. 11 (1910) - Vol. 12 (1911) - Vol. 13 (1913) |